# Insat-2E
Insat-2E (auch Intelsat APR-2) war ein indischer geostationärer Kommunikations- und Wettersatellit. Er ist der zehnte Satellit der Insat-Reihe und wurde von der indischen Weltraumorganisation ISRO betrieben.

## Technische Details
Insat-2E wurde von der ISRO auf Basis ihres Insat-2-Satellitenbusses gebaut. Er war mit 17 C-Band-Transpondern ausgerüstet, von welchen 5 in einer leicht niedrigeren Frequenz arbeiteten. Der US-amerikanische Satellitenbetreiber Intelsat nutzte einen Teil der Transponder für ihre Kommunikationsdienste und nannte diese Nutzlast Intelsat APR-2. Des Weiteren war Insat-2E mit einem SAR-Tranponder ausgerüstet. Er wog beim Start etwa 2,5 Tonnen und besaß eine geplante Lebensdauer von 12 Jahren, welche er sogar übertraf. Sein Solarpanel und seine Batterien generierten etwa zwei Kilowatt Strom.
Für meteorologische Aufgaben hatte Insat-2E zwei Instrumente an Bord:
- Very High Resolution Radiometer (VHRR): Radiometer mit einer Auflösung von zwei Kilometern im sichtbaren Spektrum und acht Kilometern im thermalen Infrot- und Wasserdampfspektrum.
- Charge Coupled Device (CCD): optische Kamera mit einer Auflösung von einem Kilometer, welche im sichtbaren, Nahinfrarot- und Kurzwelleninfrarot-Bereich arbeitete.[4]

## Missionsverlauf
Insat-2E wurde am 2. April 1999 auf einer Ariane-4-Trägerrakete vom Raumfahrtzentrum Guayana in eine geostationäre Transferbahn gestartet. Er erreichte seine geostationäre Umlaufbahn durch Zünden seines Bordmotors, die finale Zündung erfolgte am 8. April 1999 um 07:38 UTC. Insat-2E wurde bei 83° Ost stationiert, von wo er Kommunikationsübertragungen nach Asien und Australien sendete.
Inzwischen ist der Satellit außer Betrieb und befindet sich in einem Friedhofsorbit.